# 86/BRZレース
86/BRZレースは、2013年から開催されている日本国内のワンメイクレースである。正式名称はTOYOTA GAZOO Racing 86/BRZ Race。2022年度からはTOYOTA GAZOO Racing GR86/BRZ Cupとなる。

## 概要
2012年に発売された姉妹車のスポーツカーである、トヨタ・86及びスバル・BRZで行われるスプリントレース。運営はトヨタ・カーズ・レース・アソシエーション（T.R.A.）が行う。位置づけとしてはトヨタ・ヤリスで行われる「ヤリスカップ」（2020年まではトヨタ・ヴィッツで行われるネッツカップ）の上位であるが、ネッツカップ→ヤリスカップが全国をいくつかのシリーズに分けて開催しているのに対し、86/BRZは1シリーズのみで全国のサーキットを転戦する点が異なる。
2013年の初開催からプロドライバーが多く参戦したため、2015年からプロ向けのプロフェッショナルシリーズと、アマチュア向けのクラブマンシリーズに分けられた。
各大会において最大決勝出走台数を上回る参加申込があった場合、決勝レースをA/Bに分割して開催する。サーキットによってはプロ・アマ合わせて100名を超えるエントリーを集める盛況を呈しており、ワンメイクレースとしては国内最大規模を誇る。
参加車両のほとんどは86が占めている。2017年はクラブマンシリーズ40台以上のうちBRZは5台のみで、プロフェッショナルシリーズは30台以上の中でBRZでの参加は井口卓人のみとなっている。BRZの初優勝は2016年6月のクラブマンシリーズ第4戦で、手塚祐弥が挙げている。また同年10月には井口卓人がプロフェッショナルシリーズでのBRZ初優勝を収めている。86とBRZでレース仕様車両の開発元は異なる（後述）ため、公的にはワンメイクレースではあるものの、マルチメイクの要素も残っているという点で珍しいカテゴリである。
2019年から2021年度シーズンでは、クラブマンシリーズが「エキスパートクラス」と「オープンクラス」の2クラス制で開催された。「エキスパートクラス」では、プロフェッショナルシリーズ同様公式予選と決勝レースで使用するタイヤが未使用品のみに限定される。更に、8レース中5レースで2ヒート制を採用し、それぞれのレースを完走することがポイント付与条件になった。

## 参加規定

### 車両

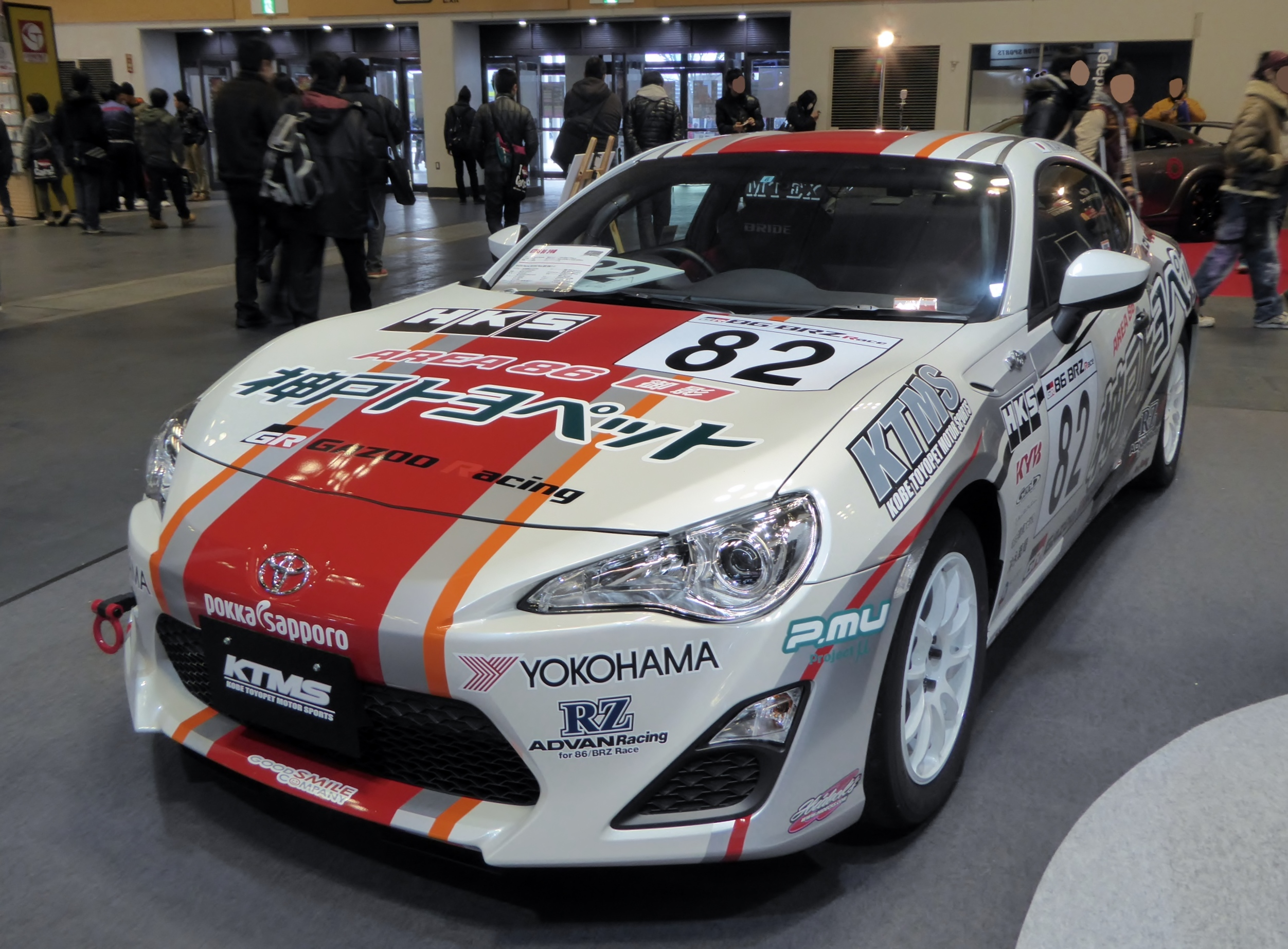
86 Racing

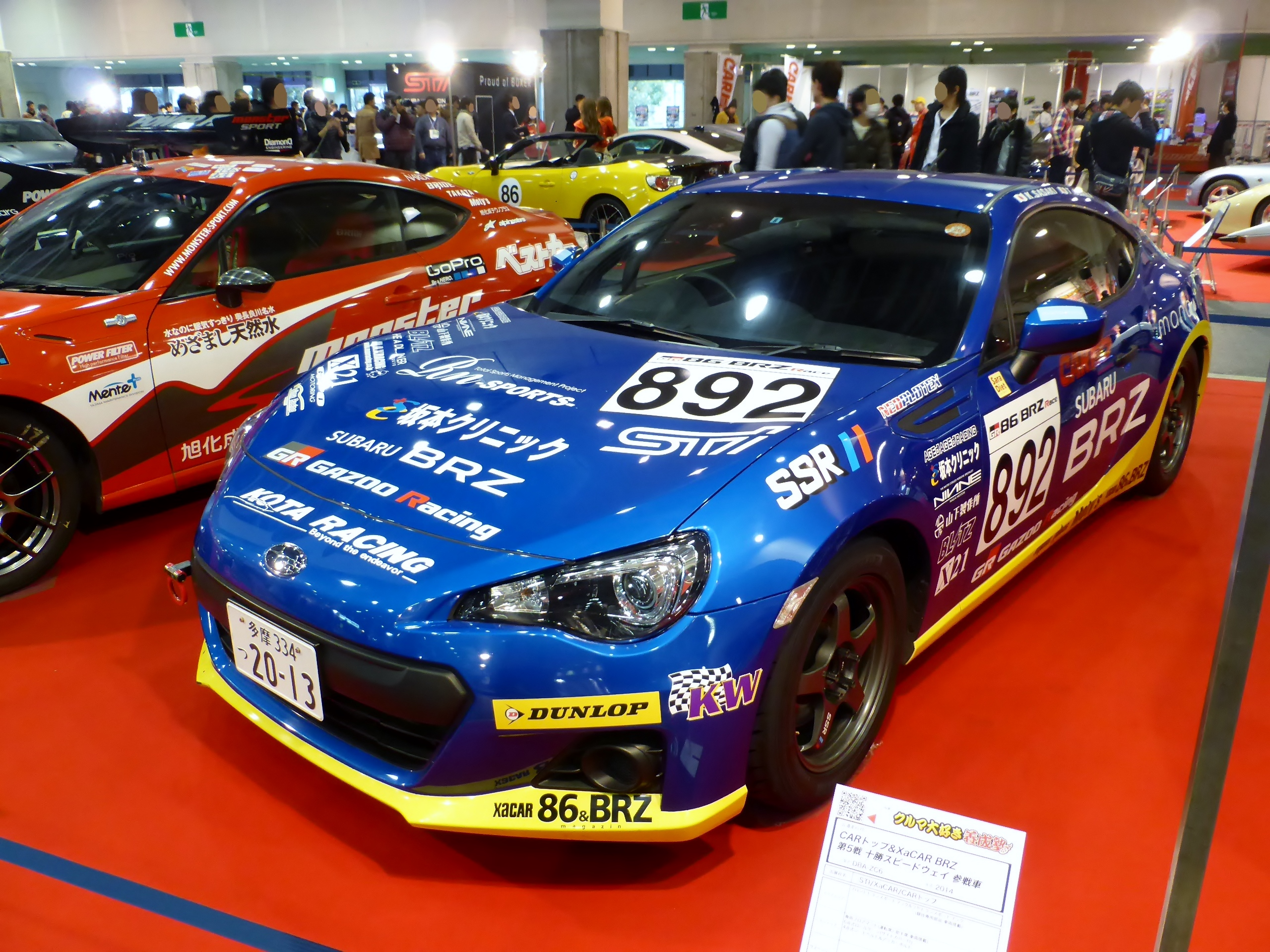
RA Racing

参加車両は、2021年まではトヨタテクノクラフトが開発した86 Racingと、スバル・テクニカ・インターナショナル（STI）が開発したRA Racingのどちらかを選択する形だった。両車両とも公道走行が可能であり、6速マニュアルトランスミッションを搭載している。LSDはトヨタテクノクラフト又はSTIの販売するもののみ装着可。ピットとの無線通信はできない。ごく限られた範囲でレース用の改造・セッティングも可能であるが、レース終了後は積載車両に乗せるなど公道を走行する予定が無くても道路交通法に適合させた状態に戻して公道走行チェックを受ける必要がある。仮にチェックを受けなかった場合、それ以降のレースの出場資格を失う。
ドライバーは国内A級ライセンスと普通自動車免許（に相当するもの）を所持した上、T.R.A.パスポートを申請し取得する必要がある。また全日本選手権相当のカテゴリで入賞した者や運営がプロと認めた者はクラブマンシリーズへの参戦はできない。
2022年の「GR86/BRZ Cup」からは、86/BRZのフルモデルチェンジに伴い、参加可能車種が2代目ベースのもの（トヨタのGR86 Cup Car Basic及びSUBARUのBRZ Cup Car Basic）に変更になる。

### タイヤ
タイヤは、2022年現在はプロフェッショナルシリーズはマルチメイク、クラブマンシリーズはワンメイクとなっている。
プロフェッショナルシリーズではブリヂストン、グッドイヤー、ダンロップ（住友ゴム工業）、横浜ゴムが激しく開発競争をしている。特にプロフェッショナルシリーズでは、タイヤごとにタイムが1周あたり秒単位で違うこともあるほど重要な要素となっている。上記4社以外のタイヤも可能だが、国内で市販されているものでなければならず、サーキット専用に開発されたタイヤは禁止されている。
クラブマンシリーズのタイヤは、当初は上記4社と東洋ゴム（現：TOYO TIRE）・ハンコックを合わせた計6社から各1銘柄ずつ、運営が指定したものの中から選ぶことができた。なお両クラスとも、毎戦異なったブランドのタイヤを履くことは可能である。
2019年度シリーズではプロフェッショナルシリーズが住友ゴム工業、日本グッドイヤー、ネクセンタイヤ、ハンコック、ブリヂストンの5社、クラブマンシリーズが住友ゴム工業、日本グッドイヤー、ブリヂストン、横浜ゴムの4社と明確にメーカー・銘柄が指定された。
2020年度シリーズではプロフェッショナルシリーズが前年の5社からハンコックを除く4社に変更された。
2022年度シーズンからはプロフェッショナルシリーズは複数社の中から選べるが、クラブマンシリーズは住友ゴム工業のDUNLOP DIREZZA ZIIIのワンメイクとなる。他の部品に関してもプロフェッショナルシリーズが一部パーツを除き複数の中から選べるのに対し、クラブマンシリーズは殆どの部品でパーツが指定される。

## 主な参戦ドライバー
過去に参戦していたドライバーを含む。

### プロフェッショナルシリーズ
- 谷口信輝
- 織戸学
- 脇阪寿一
- 服部尚貴
- 新田守男
- 平中克幸
- 青木孝行
- 蒲生尚弥
- 佐々木雅弘
- 山野直也
- 井口卓人
- 佐々木孝太
- 阪口良平
- 元嶋佑弥
- 坪井翔
- 密山祥吾
- 山田英二（ラーマン山田）
- 近藤翼
- 小河諒
- 久保凜太郎
- 松本晴彦
- 新井大輝
- 川合孝汰

### クラブマンシリーズ
- 山﨑武司 - 元野球選手
- 古場博之 - トヨタ自動車のチーフエンジニア、C-HRの開発主査を担当
- 番場彬 - ラリードライバー、兄はプロドライバーの番場琢
- 黒岩唯一 - タレント、ラジオパーソナリティ
- 塚本奈々美 - モデル・タレント・レーシングドライバー
- いとうりな - レースクイーン・タレント・ラリードライバー
- 橋本洋平 - モータージャーナリスト・同業のまるも亜希子の夫
- 斉藤聡 - モータージャーナリスト
- 小塚崇彦 - 元フィギュアスケート選手
- 無良崇人 - 元フィギュアスケート選手
- 遠藤浩二 - 作曲家

## 歴代チャンピオン
| 年   | プロフェッショナル （マシン）     | クラブマン （マシン）                                                |
| ---- | --------------------------------- | -------------------------------------------------------------------- |
| 2013 | 山野直也 （P.MU RACING86）        | not held                                                             |
| 2014 | 谷口信輝 (KTMS 86)                | not held                                                             |
| 2015 | 谷口信輝 （KTMS 86）              | 遠藤浩二 （CGROBOTかえる君BS86）                                     |
| 2016 | 佐々木雅弘 （assetテクノBS86）    | 松原怜史 （assetテクノBS86）                                         |
| 2017 | 近藤翼 （神奈川トヨタ☆DTEC86R）   | 神谷裕幸 （N中部ミッドレススノコ86）                                 |
| 2018 | 谷口信輝 （KTMS 86）              | 庄司雄磨 （OTG DL 86）                                               |
| 2019 | 谷口信輝 （KTMS 86）              | EX:橋本洋平 （カーウォッチBS86REVO） OP:安藤正明 （C名古屋86Racing） |
| 2020 | 久保凜太郎 （CG ROBOT BRZ BS）    | EX:鶴賀義幸 （栃木トヨタBSED/T2F86） OP:岡田整 （AGICAMAXORIDO86）   |
| 2021 | 菅波冬悟 （OTG TN滋賀 86）        | EX:地頭所光 （GBCAMP 86） OP:塙瞬佑 （C.S.I Racing 86）              |
| 2022 | 冨林勇佑 （エアバスターDL・GR86） | 勝木崇文 （Star5 ダイシン GR86）                                     |
| 2023 | 井口卓人 （東京スバル BS BRZ）    | 松井宏太 （TEAM SAMURAI GR86）                                       |
| 2024 | 菅波冬悟 （OTG TN滋賀 GR86）      | 岸本尚将 （Racing TEAM HERO'S GR86）                                 |

- プロフェッショナル・クラブマンともに有効ポイント制を採用している。
- EXはクラブマンエキスパートクラス、OPはクラブマンオープンクラスを表す。

## メディア
Jスポーツの『MOTOR GAMES TV』でダイジェスト放送がされている他、同番組の動画に加えてオンボード映像、PVなどがYouTubeのTOYOTA GAZOO Racing公式チャンネルで配信されている。実況は稲野一美が担当。

## その他
- 影山正彦がアドバイザーを務めており、スポーツドライブロガーを装着していれば無償でレクチャーを受けられる[12]。
- クラブマンシリーズではウェルカム賞（初参加賞）やグッドトリップ賞（最も遠方から来たドライバー）など多数の章典がある。
- 当レース以外の86/BRZのワンメイクレースとして、富士スピードウェイ主催・トヨタ協賛でVitz&86/BRZ Dream Cupという6時間レースも開催されている[13]。
- 2016年シーズンからはネッツトヨタ兵庫チームのスポンサーにタカラトミーの車玩具・トミカが参入した。トミカのモータースポーツスポンサードは2010年まで実施していたハセミモータースポーツ（長谷見昌弘）以来6年ぶりのこととなる。